# Havnsø
Havnsø – miasto w Danii, w regionie Zelandia, w gminie Kalundborg.